# Saint-Martin-de-Queyrières
Saint-Martin-de-Queyrières é uma comuna francesa na região administrativa da Provença-Alpes-Costa Azul, no departamento de Altos-Alpes. Estende-se por uma área de 55,52 km². Em 2010 a comuna tinha 1 167 habitantes (densidade: 21 hab./km²).